# Totonicapa
Totonicapa es una localidad mexicana, localizada en el municipio de San Felipe Orizatlán en el estado de Hidalgo.

## Geografía
Se encuentra en la región geográfica de la Huasteca hidalguense; a la localidad le corresponden las coordenadas geográficas 21° 09’ 23.603” de latitud norte y 98° 35’ 40.48” de longitud oeste, con una altitud de 191 m s. n. m. Cuenta con un clima semicálido húmedo con lluvias todo el año.
En cuanto a fisiografía se encuentra en la provincia de la Sierra Madre Oriental, dentro de la subprovincia del Carso Huasteco; su terreno es de sierra. En lo que respecta a la hidrología se encuentra posicionado en la región del Pánuco, dentro de la cuenca el río Moctezuma, y la subcuencas del río San Pedro.

## Demografía
En 2020 registró una población de 734 personas, lo que corresponde al 1.91 % de la población municipal. De los cuales 371 son hombres y 363 son mujeres.
| Gráfica de evolución demográfica de Totonicapa entre 1900 y 2020 |
|                                                                  |
| Población registrada por los censos y conteos del INEGI.         |